# Fotbollens sista proletärer
Fotbollens sista proletärer är en svensk dokumentärfilm från 2011 av Martin Jönsson och Carl Pontus Hjorthén om IFK Göteborg under 1980-talets framgångsår med kulmen i lagets seger i UEFA-cupen 1982 och semifinalen i Europacupen för mästarlag 1986. 
Filmen handlar om IFK Göteborgs uppgång som fotbollslag med framgångar i Europa men också om ett annat Sverige. Filmen tar avstamp i 1970-talets Göteborg, en utpräglad arbetarstad med tung verkstadsindustri i varven och Volvo. I IFK Göteborg är spelarna inte proffs utan har vanliga arbeten. Laget utvecklas under Sven-Göran Erikssons tränarskap till att utmana europeiska proffsklubbar och vinner 1982 överraskande UEFA-cupen efter finalseger mot Hamburger SV. Filmen speglar 1980-talets Sverige och förändrade samhällsideal. Efter segern i UEFA-cupen 1982 blir de bästa spelarna utlandsproffs och nya spelare köps in i satsningar på Europaspel. 
Medverkar gör bland andra Torbjörn Nilsson, Glenn Hysén, Dan Corneliusson, Ruben Svensson, Leif "Loket" Olsson, Sven-Göran Eriksson och Tord Holmgren. Filmen är producerad av Kalle Gustafsson Jerneholm.